# RDL-Rezeptor
Der RDL-Rezeptor (resistance to dieldrin ‚Resistenz gegen Dieldrin‘) ist ein Rezeptor aus der Gruppe der GABAA-Rezeptoren. Der RDL-Rezeptor gehört zur Cys-loop-Familie von GABA-Rezeptoren. Er ist ein Target in der Entwicklung von Insektiziden.

## Eigenschaften
Als GABA-Rezeptor ist der RDL-Rezeptor ein GABA-gesteuerter Ionenkanal für Chloridionen in bestimmten Nervenzellen. Der RDL-Rezeptor kommt in Insekten vor allem in den Pilzkörpern vor und ist an olfaktorischen Lernvorgängen beteiligt. Eine Überexpression des RDL-Rezeptors führt in Taufliegen zu einer Hemmung des Neuerwerbs von olfaktorischen Assoziationen, während der Erhalt der Assoziationen unverändert bleibt. Ein Gen-Knockdown des RDL-Rezeptors führt dagegen zu einem verbesserten Lernen.
Der RDL-Rezeptor ist an der Habituation gegenüber männlicher Konkurrenz beim Paarungsverhalten von Taufliegen beteiligt.
Synthetische nichtkompetitive Liganden des RDL-Rezeptors sind z. B. Lindan und manche Cyclodiene wie Dieldrin, α-Endosulfan und Fipronil. Weitere Inhibitoren des RDL-Rezeptors sind das Neonicotinoid Imidacloprid und das Pyrethroid Deltamethrin sowie das Meta-Diamid Broflanilid. Verschiedene Mutationen wurden beschrieben, die eine Resistenz gegen Inhibitoren des RDL-Rezeptors vermitteln. Meta-Diamide binden an unterschiedliche Bereiche des RDL-Rezeptors im Vergleich zu Cyclodienen.